# کورت گرون
کورت گرون (آلمانی: Kurt Gerron; ۱۱ مهٔ ۱۸۹۷ – ۲۸ اکتبر ۱۹۴۴) کارگردان و هنرپیشه یهودی اهل کشور آلمان بود.
از فیلم‌هایی که وی در آن نقش داشته‌است، می‌توان به حادثه، سه آرزو و مردم در روز یکشنبه اشاره کرد.